# 杏花村舍
杏花村舍是扬州清代的一个园林，位于迎恩河（漕河）西岸，乾隆年间由晋商、奉宸苑卿衔王勖（1716-1776年）修建，其弟候选知府王协修葺。模仿康熙《耕织图》，从邗上农桑西行，有大起楼、染色房、练丝房、嫘祖祠、听机楼、东织房、纺丝房、西织房、成衣房、献功楼等建筑，止于长春桥。